# Linksnationalismus
Der Begriff Linksnationalismus beschreibt eine Form des inklusiven Nationalismus, der auf Gleichheit, Volkssouveränität und nationaler Selbstbestimmung basiert. Ideologisch verwandte Strömungen sind der Nationalkommunismus, Nationalbolschewismus und Nationaler Sozialismus, während der Arabische Sozialismus eine Variante des linken Nationalismus ist, die auch islamische Elemente integriert.

## Überblick
Begriffe wie nationalistischer Sozialismus, sozialer Nationalismus und sozialistischer Nationalismus dürfen nicht mit dem deutschen Faschismus verwechselt werden, wie ihn die Nationalsozialistische Deutsche Arbeiterpartei (NSDAP) propagierte. Diese Ideologie (der Nationalsozialismus) befürwortete die Vorherrschaft und territoriale Expansion der deutschen Nation, lehnte jedoch auf zerstörerische Weise die Volkssouveränität, soziale Gleichheit und nationale Selbstbestimmung für Nicht-Deutsche ab. Linksnationalismus vertritt nicht die Ansicht, dass eine Nation anderen überlegen ist. Damit steht der Linksnationalismus im Gegensatz zur politischen Rechten und zum rechten Nationalismus.

## Historischer Linksnationalismus
Der Linksnationalismus, der im Jakobinismus der Französischen Revolution von 1789 seine Ursprünge hat, umfasst Prinzipien wie Antiimperialismus und strebt nach nationaler Selbstbestimmung. Im Gegensatz zum exklusiven rechten Nationalismus hat der Linksnationalismus historisch gesehen verschiedene Bewegungen beeinflusst, auch wenn es in der Vergangenheit vereinzelt Auswüchse von Intoleranz und rassistischen Vorurteilen gab.
| Name der Bewegung/Partei             | Land               | Beschreibung |
| ------------------------------------ | ------------------ | --- |
| Indischer Nationalkongress (INC)     | Indien             | Unter der Führung von Mahatma Gandhi kämpfte der INC für die Unabhängigkeit Indiens. |
| All India Forward Bloc               | Indien             | Diese Bewegung wurde von Subhas Chandra Bose gegründet, einem indischen Freiheitskämpfer, der während der indischen Unabhängigkeitsbewegung eine entscheidende Rolle spielte.                                                  |
| Republikanische Volkspartei (CHP)    | Türkei             | Gegründet von Mustafa Kemal Atatürk, vereinte die Partei im Laufe ihrer Geschichte, insbesondere unter den Parteivorsitzenden Bülent Ecevit und Kemal Kılıçdaroğlu, den Kemalismus mit linksnationalen und progressiven Ideen. |
| Ulusalcılık- oder Aydınlık-Bewegung  | Türkei             | Unter der Führung von Doğu Perinçeks Vaterlandspartei verfolgte diese Bewegung kemalistisch-nationalkommunistische Ideale in der Türkei.                                                                                       |
| Sinn Féin                            | Irland             | Während des Irischen Unabhängigkeitskrieges und des Nordirlandkonflikts kämpfte Sinn Féin für die Unabhängigkeit Irlands. |
| Afrikanischer Nationalkongress (ANC) | Südafrika          | Unter Nelson Mandela kämpfte der ANC gegen die Apartheid in Südafrika. |
| Economic Freedom Fighters            | Südafrika          | Unter dem Vorsitz von Julius Malema vertritt diese panafrikanische Partei politisch linke Ansichten, obwohl sie auch von offen rassistischen Positionen geprägt ist.                                                           |
| Euskadia Ta Askatasuna (ETA)         | Spanien/Baskenland | Die ETA war bis 2018 eine marxistisch-leninistische, baskisch-nationalistische Untergrundorganisation. |

Es ist wichtig zu betonen, dass der Linksnationalismus auch in autoritären Formen existierte. Arabisch-Sozialistische Baath-Parteien in Syrien und dem Irak unterstützten den Panarabismus und den Staatssozialismus. Ebenso stellte der Nasserismus eine panarabische Variante des linken Nationalismus dar.

## Gegenwart

### Europa
In Europa werden folgende Parteien als linksnationalistisch angesehen:

#### Vereinigtes Königreich
- Schottische Nationalpartei (SNP) – setzt sich für ein unabhängiges Schottland ein und regiert bis heute.[7]
- Plaid Cymru – setzt sich für ein unabhängiges Wales ein.
- Social Democratic and Labour Party – setzt sich für eine Vereinigung Nordirlands mit der Republik Irland ein.
- Sinn Féin – setzt sich für eine Vereinigung Nordirlands mit der Republik Irland ein.

#### Frankreich
- La France Insoumise (LFI) – eine populistische und sozialistische Partei.[8]

#### Spanien
- Republikanische Linke Kataloniens (ERC) – tritt für ein unabhängiges Katalonien ein.
- EH Bildu, Parteienverband, der für ein von Spanien unabhängiges Baskenland eintritt.
- Bloque Nacionalista Galego (BNG), Gruppe von linken nationalistischen Parteien, die für die Autonomie der Region Galicien eintritt.

#### Griechenland
- Plefsi Eleftherias
- Dimokratiko Koinoniko Kinima
- Panellínio Sosialistikó Kínima

#### Kosovo
- Lëvizja Vetëvendosje!

#### Slowakei
- Bewegung für eine demokratische Slowakei (HZDS)[9]

#### Rumänien
- Die rumänischen Sozialdemokraten (PSD)[10]

#### Bosnien
- Savez nezavisnih socijaldemokrata

#### Irland
- Sinn Féin – setzt sich für eine Vereinigung Nordirlands mit der Republik Irland ein

### Asien

#### Indonesien
- Die Kommunistische Partei Indonesiens war eine bedeutende politische Kraft in den 1950er und 1960er Jahren, bevor sie 1965 verboten wurde.

#### Philippinen
- Die New People’s Army ist der militärische Arm der Kommunistischen Partei der Philippinen und ist seit den 1960er Jahren aktiv.

### Amerika

#### Kolumbien
- Die FARC-EP (Revolutionäre Streitkräfte Kolumbiens) – war eine linksgerichtete Guerillagruppe, die von 1964 bis 2017 aktiv war.

#### Venezuela
- Die PSUV (Vereinte Sozialistische Partei Venezuelas) – ist eine linksgerichtete politische Partei, die seit 2007 an der Macht ist.

### Afrika

#### Angola
- Volksbewegung für die Befreiung von Angola (MPLA) – Diese Partei war maßgeblich an der Erlangung der Unabhängigkeit Angolas von Portugal beteiligt und hat seitdem eine dominante Rolle in der Politik des Landes gespielt.[11]

#### Sudan
- Sudanesische Volksbefreiungsarmee (SPLA) – Die SPLA war eine Rebellenbewegung im Sudan, die für die Unabhängigkeit des Südsudans kämpfte. Nach der Unabhängigkeit wurde sie zur regulären Armee des Südsudans.[12]

#### Algerien
- Nationale Befreiungsfront (FLN) – Die FLN war eine entscheidende Kraft im algerischen Unabhängigkeitskrieg gegen Frankreich und ist seitdem eine dominante politische Partei in Algerien.[13]